# Гасников, Александр Владимирович
Гасников Александр Владимирович (род. 2 сентября 1983, г. Калининград, Московская область) — российский учёный в области теории и численных методов оптимизации, математического моделирования транспортных потоков, оптимизации в машинном обучении, анализа больших данных. Ректор Университета «Иннополис». Доктор физико-математических наук, профессор. Член Совета по науке и образованию при Президенте России. Член научного совета альянса в сфере искусственного интеллекта. Ведущий передачи "Вопрос науки" на Россия 24. Научный директор Музейного пространства на территории Концертного центра «Сириус». Ведущий научный сотрудник отдела Математических основ искусственного интеллекта МИАН РАН и Института Системного программирования. Академический руководитель направления ПМФ и председатель диссертационного совета в школе ФПМИ МФТИ. Заведующий лабораторией математических методов оптимизации и заведующий кафедрой математических основ управления, Московский физико-технический институт (государственный университет).Избран членом-корреспондентом РАН 29 мая 2025 года. .

## Образование
В 2006 году с отличием окончил факультет управления и прикладной математики Московского физико-технического института.
В 2007 году защитил кандидатскую диссертацию на тему «Асимптотическое по времени поведение решения начальной задачи Коши для закона сохранения с нелинейной дивергентной вязкостью». Научный руководитель акад. А. А. Шананин.
В 2016 году получил степень доктора физико-математических наук, защитив диссертацию на тему «Эффективные численные методы поиска равновесий в больших транспортных сетях». Научные консультанты акад. А. А. Шананин и проф. Ю. Е. Нестеров.

## Научная деятельность
В кандидатской диссертации решил задачу, поставленную И. М. Гельфандом в 1957 году, об эволюции разрыва для уравнения типа Бюргерса. В частности, было доказано, что "промежуточная асимптотика" имеет вид системы волн (бегущих и волн разрежения—автомодельные решения инвариантные, соответственно, относительно группы трансляций и относительно группы растяжений). Притом А.В. Гасников впервые обнаружил эффект взаимодействия двух идущих подряд бегущих волн (в более ранних исследованиях возникала система чередующихся волн бегущих и волн разрешения), точно оценив скорость их разбегания. Эти результаты нашли приложения в описании эволюции затора в транспортном потоке.
В 2012 году открыл фундаментальный закон об универсальности функций типа энтропии: функционал Санова (Крамера) характеризующий экспоненциальную концентрацию инвариантной (стационарной) меры марковской динамики, заданной уравнениями стохастической химической кинетики, будет функцией Ляпунова, соответствующей прошкалированной кинетической динамики (то есть энтропией Больцмана). В термодинамике такого типа результаты уже были известны ранее (связь энтропии Гиббса и Больцмана).
В докторской диссертации Александр Владимирович предложил новый способ постановки задач поиска равновесий в многостадийных моделях распределения транспортных потоков по сети (такие модели использовались, например, и для моделирования целого ряда крупных российских мегаполисов). В отличие от существующих ранее подходов (мировой практики), в которых поиск равновесия сводится к поиску неподвижной точки суперпозиции специальных нелинейных операторов, в подходе Гасникова было показано, что эта же самая задача может быть переписана как задача выпуклой оптимизации. Таким образом, им был найден вариационный принцип для широкого класса задач поиска равновесий в иерархических транспортных сетях (в которых решение о перемещениях принимается в несколько уровней - например, сначала на каком типе транспортного средства перемещаться, затем по какому маршруту и т.п.). Также А.В. Гасниковым (совместно с Ю.Е. Нестеровым) были предложены доказуемо эффективные прямо-двойственные универсальные численные методы решения полученной задачи выпуклой оптимизации. В отличие от метода простой итерации (для поиска неподвижной точки - равновесия), который использовался ранее и в общем случае не гарантировал сходимость, алгоритм Гасникова-Нестерова сходился глобально и быстро.
Александр Владимирович внёс существенный вклад в разработку эффективных тензорных методов решения задач выпуклой оптимизации . В частности, на базе ряда идей Ю.Е. Нестерова был получен оптимальный тензорный метод 3го порядка (использующий производные целевой функции до третьего порядка включительно) решения гладких задач выпуклой оптимизации, со стоимостью итерации приблизительно такой же как у метода Ньютона. Также был получен оптимальный метод 4го порядка, сходящийся ещё быстрее, с приблизительно такой же стоимостью итерации.
В коллективе, возглавляемом Гасниковым, были предложены оптимальные децентрализованные алгоритмы решения задач выпуклой (стохастической) оптимизации, в том числе на меняющихся со временем графах. Впервые были получены нижние оценки для задач децентрализованной оптимизации на меняющихся графах .
Исследования группы А. В. Гасникова по направлению клиппированных методов оптимизации породили большое направление в современных численных методах оптимизации. Также в 2023 году в соавторстве им был предложен медианный клиппинг, позволяющий решать задачи стохастической оптимизации с очень тяжёлыми хвостами, в том числе в условиях отсутствия математического ожидания. Тяжёлые хвосты распределений стохастических градиентов возникают при обучении, например, широкого класса больших языковых моделей. 
В 2022 году Александром Владимировичем были впервые построены безградиентные методы решения задач негладкой выпуклой оптимизации, которые одновременно оптимальны по числу последовательных итераций, общему числу вычислений значения функции и уровню максимально допустимого шума, при котором ещё можно достичь желаемую точность решения..
Гасников регулярно участвует в ведущих международных конференциях в области оптимизации, машинного обучения, анализа данных: Conference of Neural Information Processing Systems (NeurIPS), International Conference on Machine Learning (ICML), Conference on Learning Theory (COLT), International Conference on Artificial Intelligence and Statistics (AISTATS), IEEE Conference on Decision and Control (CDC), International Conference on Learning Representations (ICLR) и др., а также в Российских конференциях OPTIMA и MOTOR.
Александр Гасников является организатором различных мероприятий по численным методам оптимизации и их приложениям в том числе в ИИ, в частности конференции INTERNATIONAL CONFERENCE ON COMPUTATIONAL OPTIMIZATION (ICOMP) и Традиционной молодежной летней школы "Управление, информация и оптимизация".
Он является членом редколлегий авторитетных журналов по численным методам оптимизации, соответствующих специальности «Теоретическая информатика, кибернетика», в том числе в таких журналах как Журнал вычислительной математики и математической физики, Journal of Optimization Theory and Applications и др.
Гасников руководит несколькими научными семинарами, в том числе главным научным семинаром Университета Иннополис «Иннополис. Наука» и Математическими Кружками в МФТИ. На протяжении ряда лет вел научный семинар Стохастический анализ в задачах, Математическое моделирование транспортных потоков и общероссийский семинар по оптимизации им. Б.Т. Поляка.
Под его руководством было подготовлено 14 кандидатов и один доктор наук.

## Педагогическая деятельность
Почти 20 лет А. В. Гасников ведёт педагогическую деятельность в МФТИ, НИУ «Высшая школа экономики», Сколтехе, университете Иннополис. В разные годы он вёл семинары и читал лекции по курсам: «Теория вероятностей», «Случайные процессы», «Математическая статистика», «Математика больших данных», «Численные методы оптимизации», «Математическое моделирование транспортных потоков». 
В университете Иннополис Александр Гасников реализует бакалаврскую программу «Математические основы ИИ».
Александр Владимирович является научным руководителем проекта Физико-математический прорыв, стартовавшего с 2024/2025 учебного года в Республике Татарстан. Проект направлен на школьников в основном 5-9 классов и учителей.

## Награды и достижения
- За разработку оптимальных прямо-двойственных децентрализованных алгоритмов решения задач выпуклой (стохастической) оптимизации был удостоен премии Yahoo за 2019 год[30].
- За исследования моделей транспортных потоков Александр Владимирович в 2020 году был удостоен премии Правительства г. Москвы (по направлению математика)[31].
- В 2020 году за разработку эффективных тензорных методов решения задач выпуклой гладкой оптимизации и активную работу со студентами получил премию им. Ильи Сегаловича компании «Яндекс»[32].
- Премия Talent Funding Award by the Institute of Strategic Research (China) за 2023 год.

## Научные труды
Автор и соавтор более 300 научных работ, в том числе:
Статьи
- A Beznosikov, B Polyak, E Gorbunov, D Kovalev, A Gasnikov "Smooth monotone stochastic variational inequalities and saddle point problems: A survey" European Mathematical Society Magazine, 15-28, 2023.
- D Kovalev, A Beznosikov, E Borodich, A Gasnikov, G Scutari "Optimal gradient sliding and its application to optimal distributed optimization under similarity" Advances in Neural Information Processing Systems 35, 33494-33507, 2022.
- E Gorbunov, P Dvurechensky, A Gasnikov "An Accelerated Method for Derivative-Free Smooth Stochastic Convex Optimization" SIAM Journal on Optimization, Vol. 32, Iss. 2, 1210 - 1238, 2022.
- Y Nesterov, A Gasnikov, S Guminov, P Dvurechensky "Primal–dual accelerated gradient methods with small-dimensional relaxation oracle" Optimization Methods and Software 36 (4), 773-810, 2021.
- S Guminov, P Dvurechensky, N Tupitsa, A Gasnikov "On a combination of alternating minimization and Nesterov’s momentum" International conference on machine learning, 3886-3898, 2021.
- C. A. Uribe, S. Lee, A. Gasnikov and A. Nedić, "A Dual Approach for Optimal Algorithms in Distributed Optimization over Networks" 2020 Information Theory and Applications Workshop (ITA), San Diego, CA, USA, pp. 1–37, doi: 10.1109/ITA50056.2020.9244951, 2020.
- P Dvurechensky, A Gasnikov, A Kroshnin "Computational Optimal Transport: Complexity by Accelerated Gradient Descent Is Better Than by Sinkhorn’s Algorithm". Proceedings of the 35th International Conference on Machine Learning, PMLR 80:1367-1376, 2018.
- A Gasnikov, Y Nesterov "Universal method for stochastic composite optimization problems" Computational Mathematics and Mathematical Physics 58, 48-64, 2018.
- А Гасников, Е Крымова, А Лагуновская, И Усманова, Ф Федоренко "Стохастическая онлайн оптимизация. Одноточечные и двухточечные нелинейные многорукие бандиты. Выпуклый и сильно выпуклый случаи" Автоматика и телемеханика, 36-49, 2017.
- А Гасников, Е Гасникова, Ю Нестеров, А Чернов "Об эффективных численных методах решения задач энтропийно-линейного программирования" Ж. вычисл. матем. и матем. физ., том 56, номер 4, 523–534, 2016.
- А Гасников "Асимптотическое по времени поведение решения начальной задачи Коши для закона сохранения с нелинейной дивергентной вязкостью" Известия Российской академии наук. Серия математическая 73 (6), 39-76, 2009.

Книги
- Выпуклая оптимизация: учебное пособие / Е. А. Воронцова, Р. Ф. Хильдебранд, А. В. Гасников, Ф. С. Стонякин. – Москва: МФТИ,. 2021. – 364 с. ISBN 978-5-7417-0776-0
- Современные численные методы оптимизации. Метод универсального градиентного спуска: Учебное пособие.— 2-е изд., испр. / Гасников А.В. — М.: МЦНМО, 2021. — 272с. ISBN978-5-4439-4199-8
- Модели равновесного распределения транспортных по токов в больших сетях: учебное пособие / А. В. Гасников, Е. В. Гасникова. – Москва : МФТИ, 2020. – 204 с. ISBN 978-5-7417-0737-1
- Лекции по случайным процессам: учебное пособие / А.В. Гасников, Э.А. Горбунов, С.А. Гуз и др.; под ред. А.В.Гасникова. –Москва: МФТИ, 2019. – 285с. ISBN978-5-7417-0710-4
- Стохастический анализ в задачах. Ч.I: учеб. пособие / Н.О.Бузун, А.В. Гасников, Ф.О. Гончаров и др.; под ред. А.В. Гасникова. –М.: МФТИ, 2016. – 212с. ISBN978-5-7417-0593-3 (Ч.I)
- Введение в математическое моделирование транспортных потоков: Учебное пособие / Издание 2-е, испр. и доп. А.В. Гасников и др. Под ред. А.В.Гасникова. — М.: МЦНМО, 2013. ISBN9785443900407

Популяризация науки (статьи и презентации)
- Интервью с Александром Гасниковым в День науки о трёх открытиях, изменивших мир (10.11.2024)
- Статья "Поиск самой вкусной шоколадки" в журнале Квантик (сентябрь 2024)
- Статья "От Ньютона до Ковалева" в журнале "За науку" (19.01.2023)
- Статья "Научный путь Бориса Теодоровича Поляка. Оптимизация" в журнале Компьютерные исследования и моделирование (2023)
- Статья в Коммерсанте про подходы к многостадийному моделированию транспортных потоков, подготовлена Александром Гасниковым и Павлом Двуреченским (22.07.2020)
- Презентация Как бороться с пробками? Сириус, 2016
- Статья "Как бороться с пробками?" в журнале «Троицкий вариант — Наука» (20.11.2012)
- Презентация Элементы дифференциальной геометрии и группового анализа Математический кружок, 2011

## Избранные выступления[34]
- Интервью с Александром Гасниковым о новой номинации «AI в науке» Научной премии Сбера для молодых ученых, использующих искусственный интеллект (26.09.2024)
- Интервью Александра Гасникова «Как прокачать навыки общения с нейросетью» в программе «Разговор о науке» (02.08.2024)
- Разговор с Александром Гасниковым о дефиците преподавателей, ЕГЭ и развитии математики на телеканале «Татарстан 24» (29.06.2024)
- Выпуск программы «Вопрос науки» о технологии замены лиц, или дипфейках, один из ведущих – Александр Гасников (03.05.2024)
- Участие Александра Гасникова в конференции по анализу данных и технологиям Data Fusion 2024 (17.04.2024)
- Участие Александра Гасникова в дискуссии на лектории МГУ-Сбер «Размерность – это проклятие или благо?». Текст дискуссии (15.02.2024)
- Доклад "Ускоренные методы оптимизации и их роль в обучении больших моделей" на конференции YaTalks 2023 (12.12.2023)
- Отрывок с выступлением Александра Гасникова о развитии ИИ перед Владимиром Путиным на AI Journey 2023 в телерепортаже Первого канала (24.11.2023)
- Награда за лучшую статью «Техники сжатия активаций слоев и градиентов для распределённого обучения моделей искусственного интеллекта» на конференции AI Journey (23.11.2023)
- Лекция Александра Гасникова на тему «Машинное обучение, ИИ и причём тут математика?» на площадке Просветительского марафона «Знание.Первые» в рамках Международной выставки-форума «Россия» (05.11.2023)
- Выступление Александра Гасникова на международной конференции Data Fusion 2023 (24.04.2023)
- Участие в съемках фильма «Человек труда» (06.07.2022). Интервью о съемках с Александром Гасниковым на радио передачи «Вечерние встречи» (22.01.2023)
- Популярная лекция о том, как бороться с пробками на дорогах (сентябрь 2022)
- Интервью с Александром Гасниковым от Путеводителя по науке в Москве (12.11.2021)